# Manfred Brennfleck
Manfred Brennfleck (* 10. Mai 1949 in Würzburg) ist ein deutscher Hotelier und Berater. Er ist Gründer der Libertas Hotelgesellschaft.

## Leben
Brennfleck ist der Sohn eines Speditionsunternehmers. Als er vier Jahre alt war, zog er mit seiner Familie wegen des Umzugs der Speditionsfirma nach Lörrach nahe der Schweiz, wo er aufwuchs.
Brennfleck entschied sich damals, nicht in die Fußstapfen seines Vaters zu treten. Stattdessen zog es ihn früh in die Hotelbranche, in der er in weltweit führenden Hotels tätig war: Dazu gehören das Ritz in Paris, The Dorchester in London, das Suvretta House in St. Moritz, das Cala di Volpe in Sardinien, das Plaza in New York, das Palace in Luzern sowie verschiedene Direktions-, Geschäftsführungs- und Vorstandspositionen bei Maritim, Relexa, Lindner, Excelsior Hotel Ernst und anderen Hotelgesellschaften.
2007 gründete Brennfleck mit der Libertas Hotelgesellschaft eine eigene Hotelgruppe. 2019 verkaufte er einen Teil der Stadthotels an die ACHAT Gruppe (Hannover Finanz) und übergab die Geschäftsführung an seinen Sohn Andreas Brennfleck. Er ist bis heute Gesellschafter der Libertas Hotelgesellschaft.
2020 kaufte Brennfleck das Hotel Richtershof an der Mittelmosel.

## Auszeichnung
- 1998: Klaus-Besser-Medaille
- 1999: Hotelmanager des Jahres Aral-Schlummer-Atlas[4]
- 2000: Hotelier des Jahres von AHGZ[5]
- 2001: Gastgeber des Jahres Varta-Führer
- 2002: Hotelier des Jahres Gault Millau[6]
- 2002: Five Star Diamant Award von Academy of Hospitality Scientists[7]
- 2003: Hotelier des Jahres von Feinschmecker[8]
- 2004: Bundesverdienstkreuz am Bande der Bundesrepublik Deutschland[9]